# Chlorerythra extenuata
Chlorerythra extenuata là một loài bướm đêm trong họ Geometridae.